# Aire (dopływ Aisne)
Aire – rzeka we Francji, przepływająca przez tereny departamentu Moza i Ardeny, o długości 125,6 km. Stanowi dopływ rzeki Aisne.